# Військовий переворот у Габоні (2023)
30 серпня 2023 року військовослужбовці Збройних сил оголосили про захоплення влади в Габоні. Президент країни Алі Бонго був затриманий і поміщений під домашній арешт.

## Передумови
Габон — є останньою колишньою французькою колонією в Африці, яка зазнала перевороту за останні роки - після Малі, Буркіна-Фасо, Гвінеї та нещодавно Нігеру. Переворот в країні відбувся невдовзі після оголошення результатів виборів, згідно з якими Алі Бонго в черговий раз переобрали Президентом країни попри скарги опозиції на шахрайство. Лідери перевороту не погодилися з офіційними результатами виборів, згідно з якими Бонго переміг, набравши приблизно дві третини голосів. Армійські офіцери заявили, що вони вирішили "захистити мир, поклавши край чинному режиму", і додали, що вибори "не відповідали умовам прозорого, надійного та інклюзивного голосування, на яке так сподівався народ Габону". Опозиція заявила, що їх кандидат Альберт Ондо Осса був законним переможцем у виборах. Після цього оголошення сотні людей вийшли на вулиці, щоб привітати переворот. Як відомо, Президента Алі Бонго вперше обрали ще в 2009 році після смерті його батька Омара Бонго Ондімби, який правив країною 41 рік.

## Хід подій
На світанку 30 серпня 2023 року, військовослужбовці Збройні сили Габону заарештували 5-го Президента Габону Алі бен Бонго Ондімба, представника Габонської демократичної партії. О 3:30 того ж дня, Ондімба був оголошений переможцем виборів, які проводилися у країні 26 серпня 2023 року. В результаті перевороту солдати Збройних Сил зайняли ключові урядові приміщення та логістичні центри в Лібревілі. Збройні Сили також анонсували арешт сина Президента Габону та декількох членів його уряду. 
Згідно з повідомленням видання "Хартія 97", путчисти заявили, що вони виявили в будинку поваленого Президента великі суми грошей у різних валютах, які є доказом його корупції та розтрат. "Скарби" колишнього президента було показано на відео.
30 серпня 2023 року, за повідомленням агентства Reuters, габонська хунта призначила генерала Бріса Оліґі Нґему, голову Республіканської гвардії країни та двоюрідного брата Ондімба, лідером під час військового перевороту в Габоні.
Бріс заявив, що кордони країни зачинені на невизначений строк та введено комендантську годину.
Офіційне призначення Бріса тимчасовим президентом заплановане на 4 вересня. 5 вересня Лідер перевороту генерал Бріс Олігуї Нгуема склав присяг як тимчасовий президент та пообіцяв провести "вільні та прозорі вибори".

## Міжнародна реакція

### ЄС
30 серпня 2023 року, Верховний представник Європейського Союзу із зовнішньої політики та політики безпеки Жозеп Боррель заявив, що в Брюсселі поки не отримали підтверджені повідомлення про військовий переворот в Габоні. Однак, за його словами, при підтвердженні цієї інформації ситуація в Габоні буде винесена на обговорення на неформальній зустрічі очільників МЗС ЄС, яка відбудеться 31 серпня 2023 року в Толедо (Іспанія). "Якщо все підтвердиться, це ще один військовий переворот, який збільшує нестабільність у всьому регіоні", - зазначив політик.
Генеральний секретар ООН Антоніу Гутерреш засудив переворот і закликав хунту гарантувати Ондімба фізичну недоторканість.

### Франція
Франція, війська якої розміщені в даній африканській країні, публічно засудила переворот в Габоні. "Ми засуджуємо військовий переворот і нагадуємо про нашу прихильність вільним і прозорим виборам", – заявив речник французького уряду Олів'є Веран.

### Україна
Міністерство закордонних справ України висловило занепокоєння переворотом та засудило його "негативний вплив на регіон Західної та Центральної Африки".